# Semantoridae
I semantoridi (Semantoridae) sono un gruppo di mammiferi carnivori estinti, imparentati con i mustelidi e ritenuti ancestrali ai pinnipedi. Vissero tra l'Oligocene superiore e il Pliocene superiore (circa 24 - 2,5 milioni di anni fa) e i loro resti sono stati ritrovati in Asia, Europa e Nordamerica.

## Descrizione
Questi animali assomigliavano molto alle attuali lontre marine, e come queste ultime erano dotati di notevoli specializzazioni per la vita acquatica. Il corpo era allungato e flessibile, la coda forte e muscolosa, e gli arti erano particolarmente brevi e trasformati in strutture che preannunciano in qualche modo le pinne di foche e otarie. Il cranio possedeva un muso estremamente corto.

## Classificazione
La famiglia Semantoridae venne istituita da Orlov nel 1933 per accogliere il genere Semantor, un animale simile a una lontra vissuto in Kazakistan, che lo scienziato sovietico ritenne ancestrale ai pinnipedi. Con il tempo, poi, il termine cadde in disuso, ma recenti studi hanno indicato che i Semantoridae erano a tutti gli effetti un clade di carnivori acquatici, strettamente imparentati con i mustelidi arcaici, ma non direttamente posti sulla linea evolutiva che conduce alle lontre, bensì su quella che poi avrebbe condotto ai pinnipedi. Oltre al genere eponimo Semantor, sono da ricordare il ben noto Potamotherium europeo, il canadese Puijila e l'enigmatico Necromites. Quest'ultimo, del Pliocene superiore, rappresenterebbe l'ultimo semantoride noto.